# Emilie Sannom
Emilie Kirstine Valborg Sannom (født 29. september 1886 i København, død 30. august 1931 i Grenaa) var en dansk skuespiller og luftakrobat.
Hun var Danmarks absolut mest kendte stuntkvinde/luftakrobat i 1920'erne.
Hendes søstre var skuespillerne Ragnhild, Charlotte og Thora Sannom. Hendes meste kendte film var Afgrunden fra 1910 og den italienske film Luftens Herskerinde fra 1923.
Hun døde en dramatisk død 30. august 1931, da hun under en opvisning ved Hessel Gods ved Grenaa på Djursland styrtede mod jorden, fordi hendes faldskærm ikke foldede sig ud.
Begravet på Assistens Kirkegård i København. Gravmonumentet er skænket af den kendte stenhuggermester Peter Schannong og tegnet i samarbejde med billedhugger Herman Andersen. 
Efter hendes død skrev forfatteren Tom Kristensen et mindedigt til hende. På hendes gravsten er der gengivet nogle linjer fra digtet: "Frygten for Døden var ikke saa stor, større var Frygten for Livet paa Jord.”
- Emilie Sannoms karriere i billeder
- Emilie Sannom på flyvinge, ca. 1925
- Klar til start, ca. 1919
- Emilie Sannom efter et veloverstået stunt, ca. 1920
- Emilie Sannom udfører stunt på flyvinge, ca. 1925

## Filmografi
Denne liste er ufuldstændig; hjælp gerne med at udfylde den.
- 1910 Afgrunden
- 1911 Hamlet
- 1911 Lægens Hustru (1911)
- 1911 Vildledt Elskov
- 1911 Mormonens offer
- 1911 Balletdanserinden
- 1912 Den hvide Klovn
- 1912 Dagen før - Dagen efter
- 1912 Gift dig - gift dig ikke
- 1912 Skibsrotten
- 1913 Balloneksplosionen
- 1915 Nattens Datter
- 1917 Søstrene Morelli
- 1923 Luftens Herskerinde
- 1923 Filmens Vovehals